# Burundi na Letnich Igrzyskach Olimpijskich 2024
Burundi na Letnich Igrzyskach Olimpijskich 2024 – reprezentacja Burundi na Letnich Igrzyskach Olimpijskich 2024, rozgrywanych w dniach 26 lipca – 11 sierpnia 2024 w Paryżu. Zawodnicy z tego państwa wzięli udział w letnich igrzyskach olimpijskich po raz ósmy. Kraj był reprezentowany przez 7 osób – 4 mężczyzn i 3 kobiety.

## Skład reprezentacji

### Judo
| Zawodniczka          | Konkurencja  | 1/16                 | 1/8                 | Ćwierćfinał         | Półfinał            | Finał/BM            | Pozycja | Źródła |
| Zawodniczka          | Konkurencja  | Przeciwniczka Wynik  | Przeciwniczka Wynik | Przeciwniczka Wynik | Przeciwniczka Wynik | Przeciwniczka Wynik | Pozycja | Źródła |
| -------------------- | ------------ | -------------------- | ------------------- | ------------------- | ------------------- | ------------------- | ------- | ------ |
| Ange Ciella Niragira | do 78 kg (k) | Pacut-Kłoczko P 0-10 | NQ                  | NQ                  | NQ                  | NQ                  | 17.     | [ 2 ]  |

### Lekkoatletyka
| Zawodnik             | Konkurencja  | Eliminacje | Eliminacje | Finał    | Finał   | Źródła      |
| Zawodnik             | Konkurencja  | Wynik      | Pozycja    | Wynik    | Pozycja | Źródła      |
| -------------------- | ------------ | ---------- | ---------- | -------- | ------- | ----------- |
| Rodrigue Kwizera     | 10 000 m (m) | -          | -          | DNS      | DNS     | [ 3 ]       |
| Celestin Ndikumana   | 10 000 m (m) | -          | -          | DNS      | DNS     | [ 3 ]       |
| Francine Niyomukunzi | 10 000 m (k) | -          | -          | 31:17,02 | 14.     | [ 4 ]       |
| Francine Niyomukunzi | 5 000 m (k)  | 15:01,42   | 14.        | 15:22,40 | 16.     | [ 5 ] [ 6 ] |
| Egide Ntakarutimana  | 5 000 m (m)  | 14:11,29   | 10.        | NQ       | NQ      | [ 7 ]       |

### Pływanie
| Zawodnik             | Konkurencja              | Eliminacje | Eliminacje | Półfinał | Półfinał | Finał | Finał   | Pozycja | Źródła |
| Zawodnik             | Konkurencja              | Czas       | Pozycja    | Czas     | Pozycja  | Czas  | Pozycja | Pozycja | Źródła |
| -------------------- | ------------------------ | ---------- | ---------- | -------- | -------- | ----- | ------- | ------- | ------ |
| Belly-Cresus Ganira  | 50 m stylem dowolnym (m) | 23,80      | 46.        | NQ       | NQ       | NQ    | NQ      | 46.     | [ 8 ]  |
| Lois Eliora Irishura | 50 m stylem dowolnym (k) | 29,63      | 58.        | NQ       | NQ       | NQ    | NQ      | 58.     | [ 9 ]  |